# 태안 소근진성
태안 소근진성(泰安 所斤鎭城)은 대한민국 충청남도 태안군 소원면 소근리에 있는 조선시대의 읍성이다. 1993년 12월 31일 충청남도의 기념물 제93호로 지정되었다.

## 개요
읍성이란 군이나 현의 주민을 보호하고, 군사적·행정적인 기능을 함께하는 성을 말한다.
충청남도 태안군에서 서북쪽으로 13.6km 떨어진 해안가에 있는 조선시대 읍성으로, 조선 중종 9년(1514)에 쌓은 것이다. 이 곳에 성을 쌓게 된 동기는 왜구의 침입을 막기 위해서였는데, 특히 고려 말부터 이 지역에 나타난 왜구의 침입으로 인해 지역 주민들의 피해가 심각했다고 한다.
이 성은 서쪽으로는 서해에 접하고 있으며, 동·남·북벽은 자연지형을 이용하여 성벽을 구축하였다. 성의 둘레는 650m 정도인데 대부분이 무너지고 현재는 동문터 부근만이 남아 있다. 동문터의 북벽을 보면 현재 남아 있는 성벽은 바닥의 너비가 8m, 바깥벽의 높이가 4.4m, 안쪽벽의 높이가 2m, 윗면의 너비가 1.7m이다. 성벽 안쪽으로는 군사들이 통로로 이용하기 위하여 흙을 덧대어 쌓았기 때문에 상대적으로 바깥쪽에 비하여 얕다.
『신증동국여지승람』에 의하면 이곳은 중종 9년(1514)에 만들어졌으며, 성 주위가 2,165척(약 656m)이라고 했다. 『여지도서』에서도 영조 당시의 수군실태를 적고 있어 서해안의 방비에 중요한 역할을 했던 곳으로 추정된다.

## 참고 자료
- 태안 소근진성 - 국가유산청 국가유산포털